# Halmi Tibor
Halmi Tibor (Cegléd, 1987. augusztus 19. –) magyar költő.

## Élete
Szántó Tibor néven született (pályakezdése óta Halmi vezetéknév alatt publikál). Középiskolai tanulmányait a Képző- és Iparművészeti Szakközépiskolában végezte, majd az érettségi után játék- és animációsfilm-készítő szakképesítést szerzett. 2009-től a Pázmány Péter Katolikus Egyetem Bölcsészettudományi Kara Társadalmi Tanulmányok szakának szociológus hallgatója volt, 2016-ban diplomázott. A későbbiekben újságíróként tevékenykedett, majd (jelenleg is) az Írók Boltja programszervező munkatársa. 2012 óta publikál elsősorban verseket, valamint könyvkritikákat, esszéket, rövidprózákat. Első nyomtatásban megjelent versét (Nietzsche tanítványai) az Apokrif folyóirat közölte, 2012-ben. Indulása óta a folyóirat rendszeres szerzői közé tartozik. Első kötetének kéziratával 2018-ban elnyerte az Apokrif Könyvek pályázat azévi díját. 2020-tól a folyóirat online kiadásának szépirodalmi és irodalomkritikai rovatvezetőjeként csatlakozott a szerkesztőséghez. Publikált többek között a 2000, az Élet és Irodalom, a Hévíz, a Prae, a Tiszatáj és az Új Forrás hasábjain is. Első, Utolsó csatlakozás című verseskötete 2019 végén jelent meg az Apokrif Könyvek sorozat 9. darabjaként, az Apokrif és a Fiatal Írók Szövetsége közös kiadásában.

## Munkássága
Verseire egyaránt jellemző a szerteágazó történelmi és kulturális antropológiai érdeklődés, fiktív történetiség, valamint a személyes közelségből vizsgált, összetett érzelmi szituációk elmélyült vizsgálata, a személyest érintő realizmus. Verseire jellemző a szubtilis közéleti-közérzeti érdeklődés. Halmi bevallottan költészetét meghatározó irodalmi hatásokként tekint Kemény István, Szijj Ferenc és Kántor Péter munkásságára. "Egyfajta mágikus realizmust valósít meg költészetében" – írja munkásságáról Várakozás című versét a 2018-as év legjobb verspublikációi közé választva Bödecs László.

## Művei

### Önálló kötetek
- Utolsó csatlakozás (versek), Budapest, Apokrif–Fiatal Írók Szövetsége, 2019

### Fontosabb publikációk
- Nietzche tanítványai (vers), Apokrif, 2012
- A pestis (vers), Tiszatáj, 2015
- Az Iguanodon-hasonlat (vers), Hévíz, 2018
- Várakozás (vers), Apokrif, 2018
- Az őstulok árnyékában (vers), Pannon Tükör, 2019
- Az utolsó csatlakozás (vers), Látó, 2019
- Mindig kényelmetlen, Dorombolni kezd (versek), 2000, 2019
- Nem ezt ígértük, Melyik (versek), Élet és Irodalom, 2019
- Élet a reluxák mögött (vers), Apokrif (karantén különszám), 2020

### Kritikák
- Nyirán Ferenc: Nietzsche bajszán (Halmi Tibor: Utolsó csatlakozás), Art7, 2020
- Taródi Luca: Vidám bestiárium a várakozás lehetőségeiről (Halmi Tibor: Utolsó csatlakozás), Apokrif, 2020
- Semság Tibor: Semmissé hazudott távolság (Halmi Tibor: Utolsó csatlakozás), Műút, 2020
- Smid Róbert: Belemerevedni a menekülésbe (Halmi Tibor: Utolsó csatlakozás), Magyar Krónika, 2020
- Mizsur Dániel: Jobb ajánlat nincs (Halmi Tibor: Utolsó csatlakozás), Élet és Irodalom, 2020
- Murzsa Tímea: Magasabb távlat (Halmi Tibor: Utolsó csatlakozás), Kalligram, 2020
- André Ferenc: Vidám bestiárium (Halmi Tibor: Utolsó csatlakozás), Helikon, 2020

### Interjúk
- Bödecs László: Tablóköltészet diónyira préselt emberekről, Dunszt.sk, 2020